# Locutor
|  | Per a altres significats, vegeu «Locutor (desambiguació)». |

Un  locutor  (locutora) és una persona que es dedica a retransmetre programes o notícies per ràdio o en un canal de televisió. És un terme encunyat en els temps de la ràdio i que amb l'arribada dels nous mitjans s'utilitza com a sinònim de presentador o animador (de programes), encara que no són la mateixa cosa, atès que hi ha locutors que no han fet mai de presentadors i viceversa.
Amb la massivitat de la mundialització, molts professionals fan de locutors per a diferents països del món, enviant els seus àudios mitjançant l'ús de programes FTP o e-mails.
S'hi pot arribar estudiant la carrera de periodisme, amb una especialitat orientada, a la formació de professionals per a la lectura d'informatius, publicitats i presentació de programes en mitjans de comunicació audiovisuals.
El paper del locutor pot incloure tasques com la conducció d'esdeveniments o el doblatge de pel·lícules de cinema i programes de televisió, encara que en aquest àmbit el trien preferentment actors o un actor de doblatge.

## Funcions
- Retransmissió d'esdeveniments esportius per ràdio i televisió.
- Difondre butlletins informatius, telenotícies, notícies aïllades o agrupades (de ràdio o televisió).

- Presentar programes de ràdio o televisió, anunciant les actuacions que els integren.
- Conduir o animar amb comentaris, la retransmissió de qualsevol programa que s'emeti a través de radiodifusió.
- Difondre o comunicats o anuncis comercials; missatges publicitaris o de propaganda, de qualsevol naturalesa, promocionals o institucionals.
- Realitzar la locució i/o doblatges publicitaris de films, vídeos (VC, VT, DVD...) o altres mitjans tècnics més evolucionats.
- Difondre relats i miscel·lànies artístiques (prosa o vers).
- Realitzar entrevistes i reportatges.
- Difondre les notícies aïllades emeses des del lloc dels fets, incloent les que continguin anàlisis o editorials.

## Nota
1. ↑   Diccionario de Arte II (en castellà).  Barcelona: Biblioteca de Consulta Larousse. Spes Editorial SL (RBA), 2003, p.40. DL M-50.522-2002. ISBN 84-8332-391-5 [Consulta: 3 desembre 2014].
2. ↑  Serge Moscovici. Psicología social: pensamiento y vida social; psicología social y problemas sociales.  Editorial Paidós, 1999, p. 537–. ISBN 9788475093437 [Consulta: 12 abril 2011].